# Grande Prêmio de Aragão de 2016 (MotoGP)
O Grande Prêmio da MotoGP de Aragão de 2016 ocorreu em 25 de setembro.

## Resultados

### Classificação MotoGP
| Pos | Piloto           | Equipe                        | Moto    | Tempo     | Pontos |
| --- | ---------------- | ----------------------------- | ------- | --------- | ------ |
| 1   | Marc Marquez     | Repsol Honda Team             | Honda   | 41'57.678 | 25     |
| 2   | Jorge Lorenzo    | Movistar Yamaha MotoGP        | Yamaha  | +2.740    | 20     |
| 3   | Valentino Rossi  | Movistar Yamaha MotoGP        | Yamaha  | +5.983    | 16     |
| 4   | Maverick Viñales | Team SUZUKI ECSTAR            | Suzuki  | +8.238    | 13     |
| 5   | Cal Crutchlow    | LCR Honda                     | Honda   | +13.221   | 11     |
| 6   | Dani Pedrosa     | Repsol Honda Team             | Honda   | +17.072   | 10     |
| 7   | Aleix Espargaro  | Team SUZUKI ECSTAR            | Suzuki  | +18.522   | 9      |
| 8   | Pol Espargaro    | Monster Yamaha Tech 3         | Yamaha  | +19.432   | 8      |
| 9   | Alvaro Bautista  | Aprilia Racing Team Gresini   | Aprilia | +23.071   | 7      |
| 10  | Stefan Bradl     | Aprilia Racing Team Gresini   | Aprilia | +27.898   | 6      |
| 11  | Andrea Dovizioso | Ducati Team                   | Ducati  | +32.448   | 5      |
| 12  | Michele Pirro    | Ducati Team                   | Ducati  | +35.033   | 4      |
| 13  | Hector Barbera   | Avintia Racing                | Ducati  | +36.224   | 3      |
| 14  | Eugene Laverty   | Pull & Bear Aspar Team        | Ducati  | +37.621   | 2      |
| 15  | Nicky Hayden     | Estrella Galicia 0,0 Marc VDS | Honda   | +40.509   | 1      |
| 16  | Yonny Hernandez  | Pull & Bear Aspar Team        | Ducati  | +43.906   | 0      |
| 17  | Danilo Petrucci  | OCTO Pramac Yakhnich          | Ducati  | +56.740   | 0      |
| 18  | Loris Baz        | Avintia Racing                | Ducati  | +59.681   | 0      |
| 19  | Scott Redding    | OCTO Pramac Yakhnich          | Ducati  | +1'34.126 | 0      |

### Classificação Moto2
| Pos | Piloto              | Equipe                        | Moto     | Tempo     | Pontos |
| --- | ------------------- | ----------------------------- | -------- | --------- | ------ |
| 1   | Sam Lowes           | Federal Oil Gresini Moto2     | Kalex    | 40'00.885 | 25     |
| 2   | Alex Marquez        | Estrella Galicia 0,0 Marc VDS | Kalex    | +3.289    | 20     |
| 3   | Franco Morbidelli   | Estrella Galicia 0,0 Marc VDS | Kalex    | +3.321    | 16     |
| 4   | Thomas Luthi        | Garage Plus Interwetten       | Kalex    | +5.181    | 13     |
| 5   | Takaaki Nakagami    | IDEMITSU Honda Team Asia      | Kalex    | +10.722   | 11     |
| 6   | Alex Rins           | Paginas Amarillas HP 40       | Kalex    | +12.164   | 10     |
| 7   | Lorenzo Baldassarri | Forward Team                  | Kalex    | +12.385   | 9      |
| 8   | Johann Zarco        | Ajo Motorsport                | Kalex    | +12.612   | 8      |
| 9   | Simone Corsi        | Speed Up Racing               | Speed Up | +14.004   | 7      |
| 10  | Jonas Folger        | Dynavolt Intact GP            | Kalex    | +18.164   | 6      |
| 11  | Xavier Simeon       | QMMF Racing Team              | Speed Up | +22.413   | 5      |
| 12  | Mattia Pasini       | Italtrans Racing Team         | Kalex    | +22.671   | 4      |
| 13  | Sandro Cortese      | Dynavolt Intact GP            | Kalex    | +22.909   | 3      |
| 14  | Hafizh Syahrin      | Petronas Raceline Malaysia    | Kalex    | +23.437   | 2      |
| 15  | Marcel Schrotter    | AGR Team                      | Kalex    | +25.293   | 1      |
| 16  | Axel Pons           | AGR Team                      | Kalex    | +25.828   | 0      |
| 17  | Xavi Vierge         | Tech 3 Racing                 | Tech 3   | +26.404   | 0      |
| 18  | Steven Odendaal     | AGR Team                      | Kalex    | +26.525   | 0      |
| 19  | Remy Gardner        | Tasca Racing Scuderia Moto2   | Kalex    | +30.341   | 0      |
| 20  | Jesko Raffin        | Sports-Millions-EMWE-SAG      | Kalex    | +30.438   | 0      |
| 21  | Julian Simon        | QMMF Racing Team              | Speed Up | +30.505   | 0      |
| 22  | Dominique Aegerter  | CarXpert Interwetten          | Kalex    | +41.767   | 0      |
| 23  | Tetsuta Nagashima   | Ajo Motorsport Academy        | Kalex    | +42.019   | 0      |
| 24  | Edgar Pons          | Paginas Amarillas HP 40       | Kalex    | +42.058   | 0      |
| 25  | Luca Marini         | Forward Team                  | Kalex    | +45.444   | 0      |
| 26  | Ratthapark Wilairot | IDEMITSU Honda Team Asia      | Kalex    | +45.629   | 0      |
| 27  | Robin Mulhauser     | CarXpert Interwetten          | Kalex    | +55.886   | 0      |
| 28  | Isaac Viñales       | Tech 3 Racing                 | Tech 3   | +55.889   | 0      |
| 29  | Danny Kent          | Leopard Racing                | Kalex    | 1 volta   | 0      |

### Classificação Moto3
| Pos | Piloto                  | Equipe                      | Moto     | Tempo     | Pontos |
| --- | ----------------------- | --------------------------- | -------- | --------- | ------ |
| 1   | Jorge Navarro           | Estrella Galicia 0,0        | Honda    | 39'56.973 | 25     |
| 2   | Brad Binder             | Red Bull KTM Ajo            | KTM      | +0.030    | 20     |
| 3   | Enea Bastianini         | Gresini Racing Moto3        | Honda    | +0.107    | 16     |
| 4   | Fabio Di Giannantonio   | Gresini Racing Moto3        | Honda    | +0.162    | 13     |
| 5   | Joan Mir                | Leopard Racing              | KTM      | +1.724    | 11     |
| 6   | Jorge Martin            | Gaviota Mahindra ASPAR      | Mahindra | +1.903    | 10     |
| 7   | Aron Canet              | Estrella Galicia 0,0        | Honda    | +1.979    | 9      |
| 8   | Gabriel Rodrigo         | RBA Racing Team             | KTM      | +3.008    | 8      |
| 9   | Juanfran Guevara        | RBA Racing Team             | KTM      | +3.101    | 7      |
| 10  | Philipp Oettl           | Schedl GP Racing            | KTM      | +3.559    | 6      |
| 11  | Andrea Migno            | SKY Racing Team VR46        | KTM      | +3.594    | 5      |
| 12  | Fabio Quartararo        | Leopard Racing              | KTM      | +6.883    | 4      |
| 13  | John Mcphee             | Peugeot MC Saxoprint        | Peugeot  | +9.742    | 3      |
| 14  | Niccolò Antonelli       | Ongetta-Rivacold            | Honda    | +9.758    | 2      |
| 15  | Bo Bendsneyder          | Red Bull KTM Ajo            | KTM      | +9.776    | 1      |
| 16  | Francesco Bagnaia       | Gaviota Mahindra ASPAR      | Mahindra | +9.931    | 0      |
| 17  | Andrea Locatelli        | Leopard Racing              | KTM      | +13.358   | 0      |
| 18  | Livio Loi               | RW Racing GP BV             | Honda    | +13.645   | 0      |
| 19  | Jules Danilo            | Ongetta-Rivacold            | Honda    | +18.776   | 0      |
| 20  | Hiroki Ono              | Honda Team Asia             | Honda    | +22.193   | 0      |
| 21  | Tatsuki Suzuki          | CIP-Unicom Starker          | Mahindra | +22.800   | 0      |
| 22  | Khairul Idham Pawi      | Honda Team Asia             | Honda    | +30.459   | 0      |
| 23  | Adam Norrodin           | Drive M7 SIC Racing Team    | Honda    | +30.749   | 0      |
| 24  | Albert Arenas           | Peugeot MC Saxoprint        | Peugeot  | +36.510   | 0      |
| 25  | Lorenzo Dalla Porta     | SKY Racing Team VR46        | KTM      | +43.028   | 0      |
| 26  | Darryn Binder           | Platinum Bay Real Estate    | Mahindra | +43.441   | 0      |
| 27  | Marcos Ramirez          | Platinum Bay Real Estate    | Mahindra | +43.478   | 0      |
| 28  | Maria Herrera           | MH6 Team                    | KTM      | +1'10.624 | 0      |
| 29  | Lorenzo Petrarca        | 3570 Team Italia            | Mahindra | +1'14.198 | 0      |
| 30  | Gabriel Martinez-abrego | Motomex Team Worldwide Race | Mahindra | +1'45.935 | 0      |